# Hoge en Lage Fronten
De Hoge en Lage Fronten (Maastrichts: De Wèrreke) zijn een deel van de vestingwerken van Maastricht op de westelijke Maasoever. Van de 17e, 18e en vroeg-19e-eeuwse buitenwerken in dit gebied is minder dan een derde bewaard gebleven, waarvan slechts een deel beschermd is als rijksmonument. De vestingwerken zijn opgenomen in een tweetal parken: het Frontenpark en het Waldeckpark. Op de gesloopte vestingwerken zijn woonwijken, industrieterreinen en wegen aangelegd.

## Ligging
De Hoge en Lage Fronten strekken zich uit over een zevental Maastrichtse buurten, van noord naar zuid: Bosscherveld, Frontenkwartier, Brusselsepoort, Mariaberg, Biesland, Jekerdal en Villapark.
Algemeen wordt onder Hoge en Lage Fronten de westelijke helft van de buitenwerken van Maastricht verstaan, het op de linker Maasoever gelegen deel. De buitenwerken van Wyck horen daar niet bij. Meestal worden ook de Maasfortificaties en de forten Sint Pieter en Willem I niet meegerekend. Vroeger vormde de stadsgracht van de tweede middeleeuwse stadsmuur de binnenste begrenzing; daarbuiten begonnen de buitenwerken. De breedte van de vestinggordel varieerde van circa 250 m in het noorden tot ongeveer 400 m in het zuidelijke inundatiegebied, de beide forten niet meegerekend.
Vanouds bestaat de gordel van vestingwerken in het westelijk stadsdeel uit een hoger gelegen deel met droge grachten - de Hoge Fronten - en een laag gelegen deel met natte grachten - de Lage Fronten. Grofweg kan gesteld worden dat de Hoge Fronten zich uitstrekken ten westen van de Statensingel en Hertogsingel, begrensd door de Cabergerweg in het noorden en de Jeker in het zuiden. De Lage Fronten bestaan uit twee gescheiden delen: het noordelijk deel ligt ten noorden van de Fransensingel en ten noordwesten van de Frontensingel, begrensd door de Maas in het oosten en de Cabergerweg in het westen, en het zuidelijk deel tussen de Jeker en de Maas, aan weerszijden van de Prins Bisschopsingel.

## Geschiedenis

### Totstandkoming westelijke vestinggordel (1632-1867)
Nadat in de late middeleeuwen steeds duidelijker werd dat de stadsmuren niet langer voldeden als verdedigingswerk (door het verbeterde geschut), werden buiten de tweede enceinte (stadsomsluiting) nieuwe buitenwerken aangelegd. Aanvankelijk gebeurde dit volgens het oud-Nederlands vestingstelsel, dat wil zeggen: aarden wallen gescheiden door natte en droge grachten. De eerste buitenwerken waren het Mariabastion en het Parmabastion, beide in Wyck en beide in de tweede helft van de 16e eeuw tot stand gekomen.

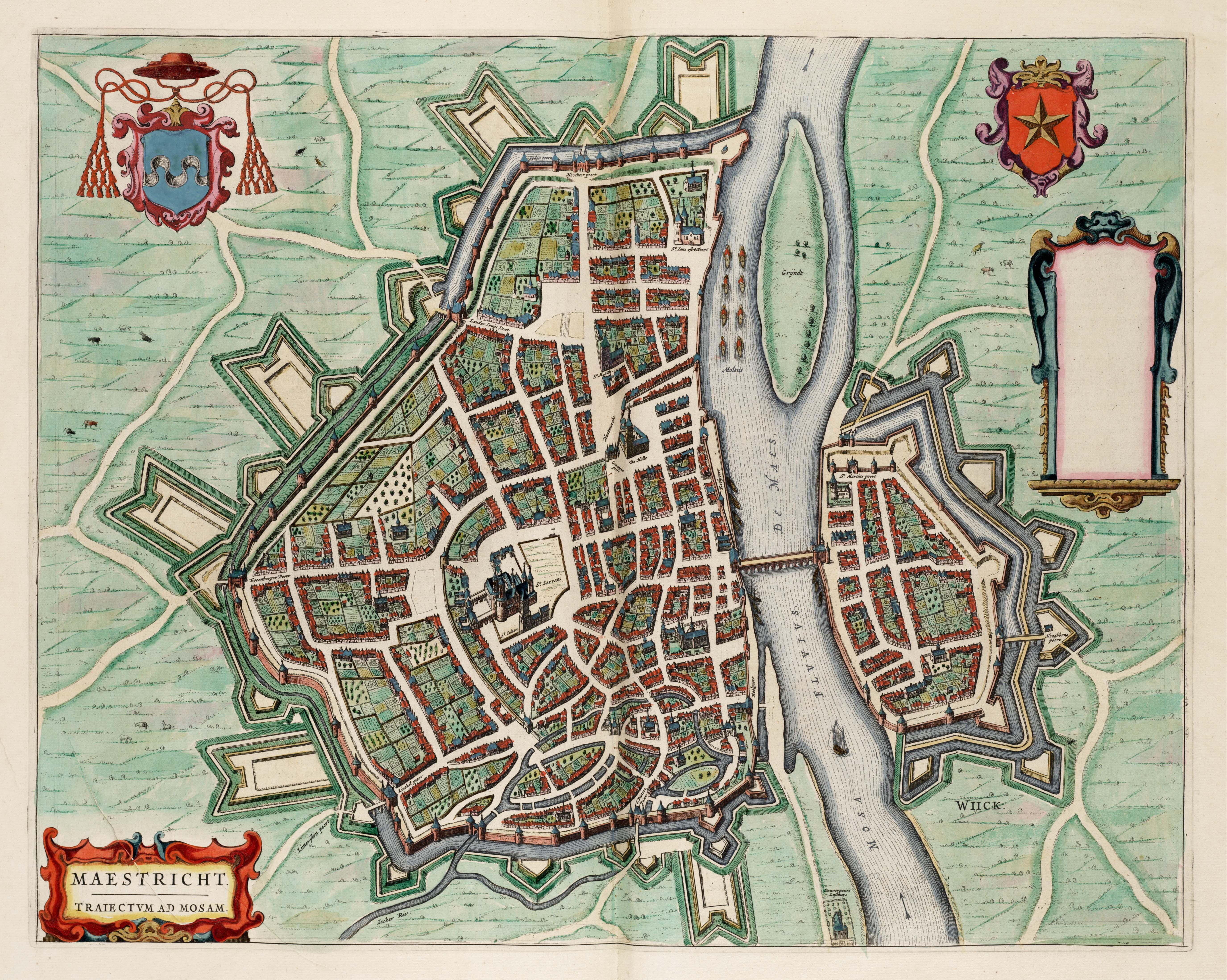
De hoornwerken in 1649

Aan de westzijde van de stad werden de eerste buitenwerken pas aangelegd na de verovering van Maastricht door Frederik Hendrik in 1632, namelijk de hoornwerken Achter de Biesen, Laag Frankrijk en Hoog Frankrijk, en die bij de Brusselsepoort, de Tongersepoort en de Sint-Pieterspoort. Later in de 17e eeuw kwamen daar enkele vrijliggende, bemuurde bastions bij: Tettau, Oranje, Maria en Brandenburg. Dat deze buitenwerken bij lange na niet voldeden bleek bij het beleg van 1673, toen de stad in minder dan twee weken door Lodewijk XIV van Frankrijk werd ingenomen.
De Franse vestingbouwer Vauban stelde diverse verbeteringen voor, onder andere de aanleg van het 1100 meter lange Jekerkanaal, waardoor het mogelijk werd om water uit het riviertje de Jeker vanuit het zuiden van de stad over te hevelen naar de Bossche Fronten. Tijdens de Franse bezetting (1673-78) kwamen een groot aantal werken tot stand: buiten de Boschpoort de ravelijnen Boschpoort en Zobel, in de Hoge Fronten de lunetten Orleans, Estrades, La Reine, Le Roi, Le Dauphin, Condé en Royale, en in het zuidelijk inundatiegebied het bastion Pierre. Op de door de Fransen gebouwde Maquette van Maastricht zijn 75 jaar later nog een groot aantal van deze werken te zien.
Eind 17e, begin 18e eeuw werden onder leiding van vestingcommandant Daniël baron van Dopff belangrijke verbeteringen aangebracht. In deze periode kwamen onder andere de bastions Saxen, Holstein, Engeland, Waldeck en Dopff tot stand. Later in de 18e eeuw zorgde vestingbouwer Pieter de la Rive voor een ingrijpende modernisering en uitbreiding van de westelijke verdedigingsgordel. De Hoge Fronten waren dusdanig hoog gelegen dat er geen water in de grachten bleef staan. Om de verdedigingswerken te beschermen tegen ondergrondse aanvallen, kwam hier een uitgebreid netwerk van ondergrondse mijngalerijen en bomvrije ruimten tot stand, de ondergrondse verdedigingswerken van Maastricht, lokaal "kazematten" genoemd. Het ontwerp van de Linie van Du Moulin (1772-77), het noordelijk deel van de Hoge Fronten, is van kolonel-ingenieur Carel Diederik du Moulin. Du Moulin moderniseerde de 17e-eeuwse bastions Saxen en Holstein en ontwierp een serie nieuwe bastions en lunetten. Van 1816-22 werden ook de Nieuwe Bossche Fronten geheel vernieuwd. Hier verrezen vier moderne bastions en drie ravelijnen.

### Sloop en gedeeltelijke restauratie (1867-heden)
Op 29 mei 1867 ondertekende koning Willem III der Nederlanden, na lang aandringen van onder andere de gemeente Maastricht, het besluit tot opheffing van de vestingstatus van Maastricht, Venlo, Bergen op Zoom, Vlissingen en enkele andere vestingen. In de jaren daarna werd de vesting Maastricht in opdracht van het Ministerie van Oorlog ontmanteld, waarna de gronden werden overgedragen aan de Dienst der Registratie en Domeinen voor verdere sloop en herbestemming. De stadspoorten, die onder de zeggenschap van het gemeentebestuur vielen, werden tussen 1867 en 1870 als eerste gesloopt (de al veel eerder buiten gebruik gestelde Lindenkruispoort in 1874). De geleidelijke afbraak van de stadsmuren zou nog tot de jaren 1930 doorgaan.
In het noordelijk stadsdeel werd ten behoeve van industrie en infrastructuur weliswaar veel gesloopt, maar een aantal vestingwerken bleef verwaarloosd achter op fabrieksterreinen en langs spoorwegcomplexen. De vestinggracht tussen de bastions A en B werd ingericht tot havenbassin, de Havenkom. In het westelijk stadsdeel werd een groot deel van de Hoge Fronten opgeofferd aan woningbouw; burgerhuizen rondom de Sint-Lambertuskerk en volkswoningen bij het Brandenburgerplein. Aan de zuidzijde van de stad werd gekozen voor het conserveren van een deel van de middeleeuwse stadsmuren, maar de buitenwerken werden allemaal afgebroken, op het Fort Sint Pieter na. Hier verrees een wijk voor welgestelden, het Villapark.
De Linie van Du Moulin en bastion Waldeck zijn sinds 1966 rijksmonumenten. Laatstgenoemd vestingwerk werd in 1967-68 gerestaureerd. Het bastion maakt sinds 1921 deel uit van het door tuinarchitect Springer ontworpen Waldeckpark. Van 1977-82 en van 1992-94 vonden restauratiewerkzaamheden plaats in de Linie van Du Moulin, aangevuld met een gefaseerde restauratie vanaf 2017. De restauratie van het meest westelijke deel is voorzien voor 2019. De noordelijke façades van de Nieuwe Bossche Fronten zijn in 2016 terughoudend gerestaureerd; de zuidelijke in 2017-2018. In 2019 zijn de twee gebieden in het kader van het Plan Belvédère met elkaar verbonden door een droge gracht onder de Cabergerweg. Deze volgt min of meer het historische tracé van de indertijd natte gracht aan de veldzijde van bastion A. Over de verbindingsgracht zijn vijf afzonderlijke bruggen voor de verschillende verkeersstromen gebouwd; dit in verband met de optimale lichttoetreding. De twee delen van de Hoge en Lage vestingwerken vormen sindsdien één park, het Frontenpark.
De Linie van Du Moulin en een deel van de Nieuwe Bossche Fronten zijn sinds 1993 een beschermd natuurmonument, onder andere vanwege de aanwezigheid van de voor Nederland unieke biotoop van de muurhagedis.

## Beschrijving Hoge Fronten
Van de Hoge Fronten is bovengronds ruim een derde bewaard gebleven; de rest is gesloopt of ligt deels begraven. Het in totaal 11 km lange netwerk van ondergrondse verdedigingswerken is nog min of meer compleet. Een overzicht van de diverse deelgebieden in hun huidige staat, van noord naar zuid:

### Linie van Du Moulin
Tussen de Cabergerweg en de Pastoor Habetsstraat ligt de zogenaamde Linie van Du Moulin, het best bewaard gebleven deel van de Hoge Fronten (en van de buitenwerken van Maastricht). De door Du Moulin verbeterde of nieuw-ontworpen vestingwerken in dit gebied omvatten: de bastions Prins Frederik (deels bewaard gebleven), Stadhouder, Saxen, Erfprins en Holstein, de couvreface Du Moulin en de lunetten Zeeland, Holland en Gelderland. Daarnaast bevinden zich hier belangrijke delen van de "Kazematten", die onder begeleiding van een gids te bezoeken zijn.

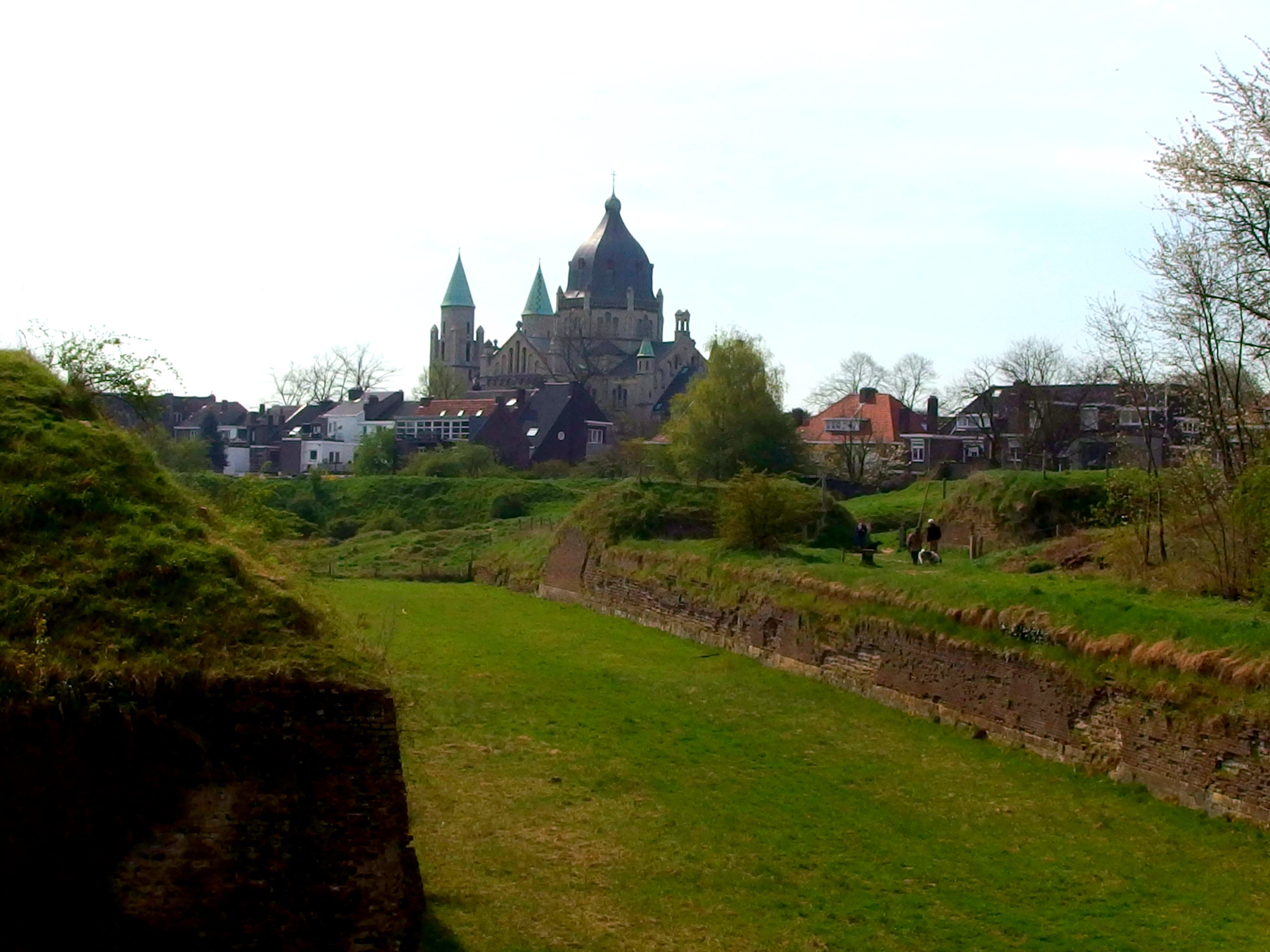
Droge gracht bij couvreface Du Moulin
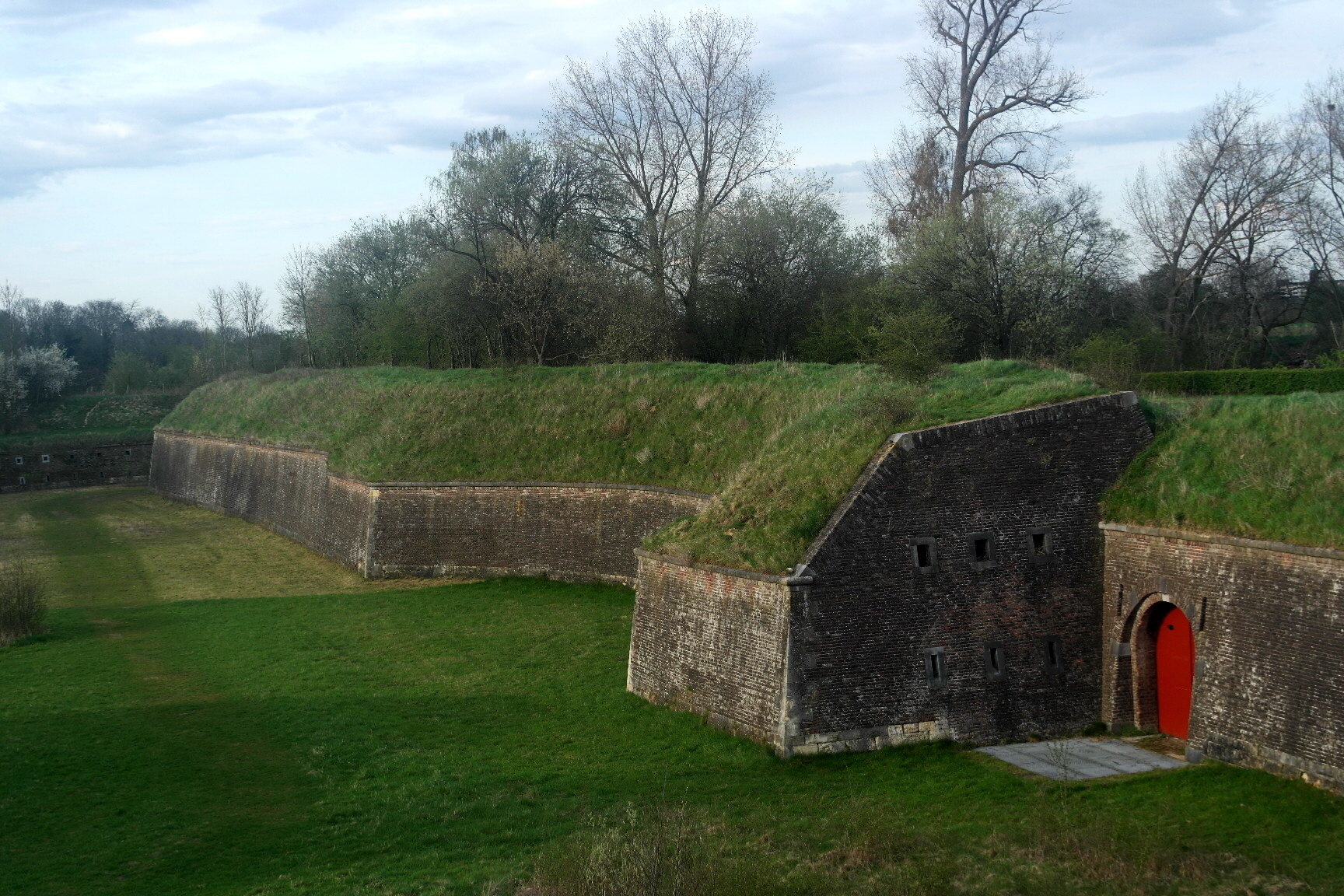
Bastion Erfprins en sortie C (rechts)
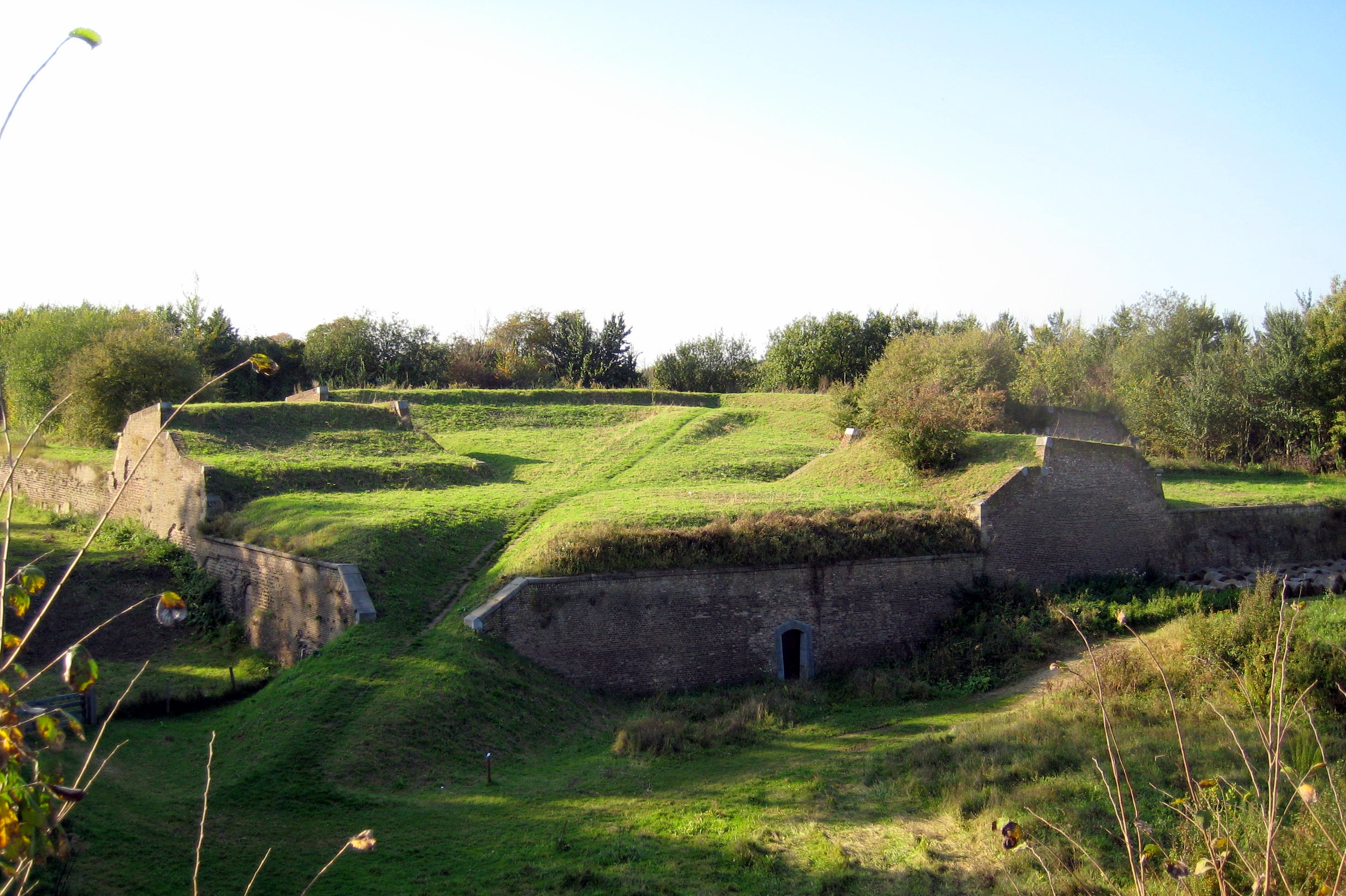
Lunet Gelderland
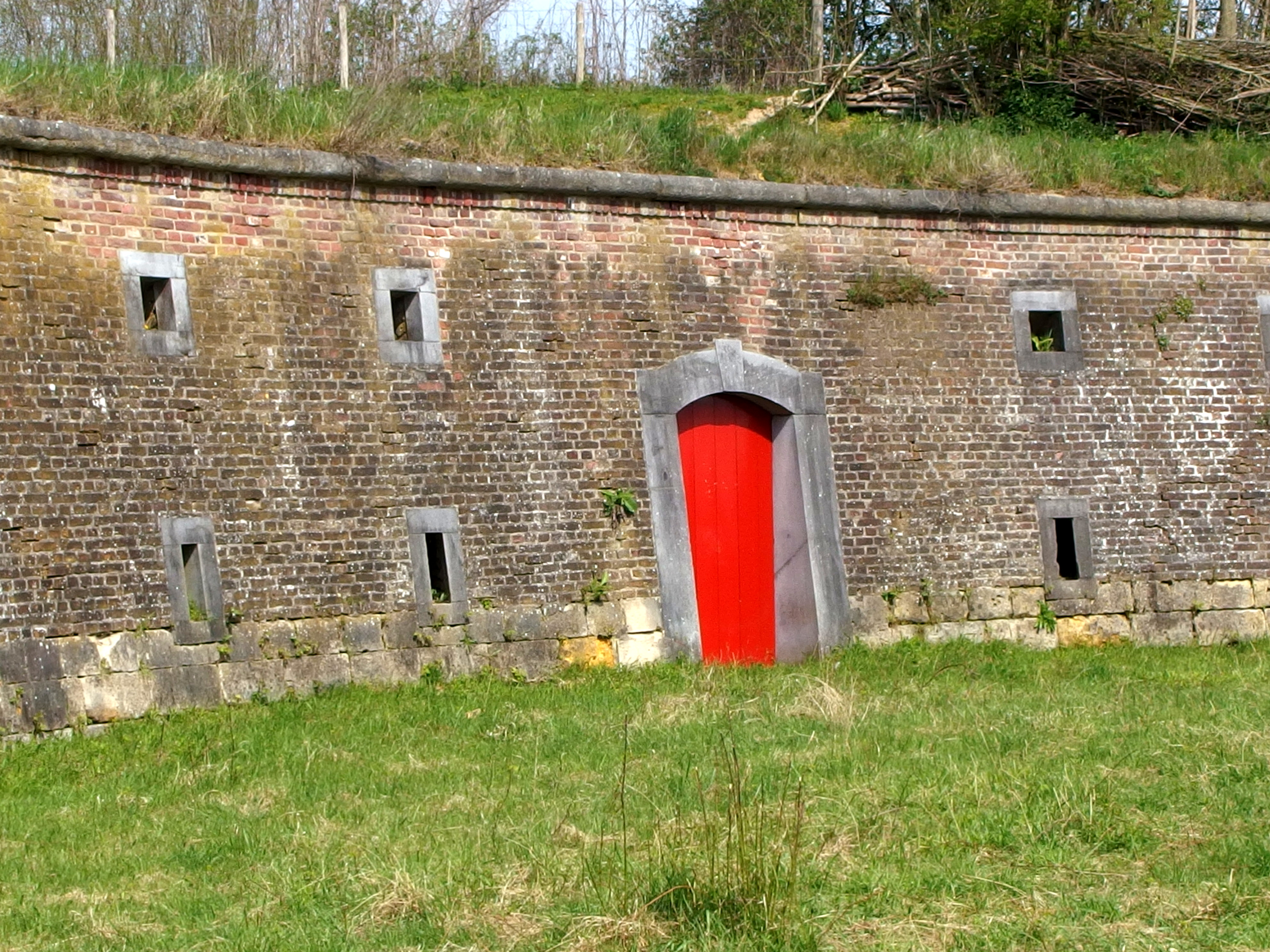
Caponnière tegenover bastion Holstein

### Verdwenen deel Hoge Fronten
Het deel van de Hoge Fronten tussen de Pastoor Habetsstraat en de Tongerseweg is na 1867 in fasen gesloopt. Hier verrezen begin 20e eeuw de woonwijken Brusselsepoort en Mariaberg (Blauwdorp). Ook de Sint-Lambertuskerk is op de Hoge Fronten gebouwd. Slechts enkele naamstenen van bastions zijn bewaard gebleven, onder andere bij de Jezuïetenwal in het Stadspark en in een plantsoen aan de Volksbondweg. Wel zijn de ondergrondse verdedigingswerken (de "Kazematten") grotendeels bewaard gebleven; het is nog steeds mogelijk om ondergronds van het Holsteinbastion naar het Waldeckbastion te lopen. In de caponnière van het bastion Wilcke is de permanente tentoonstelling Schuilen in Maastricht ingericht over schuilkelders in de Tweede Wereldoorlog en de Koude Oorlog. Het kleine museum is toegankelijk via een trap in het Goeman Borgesiusplantsoen.

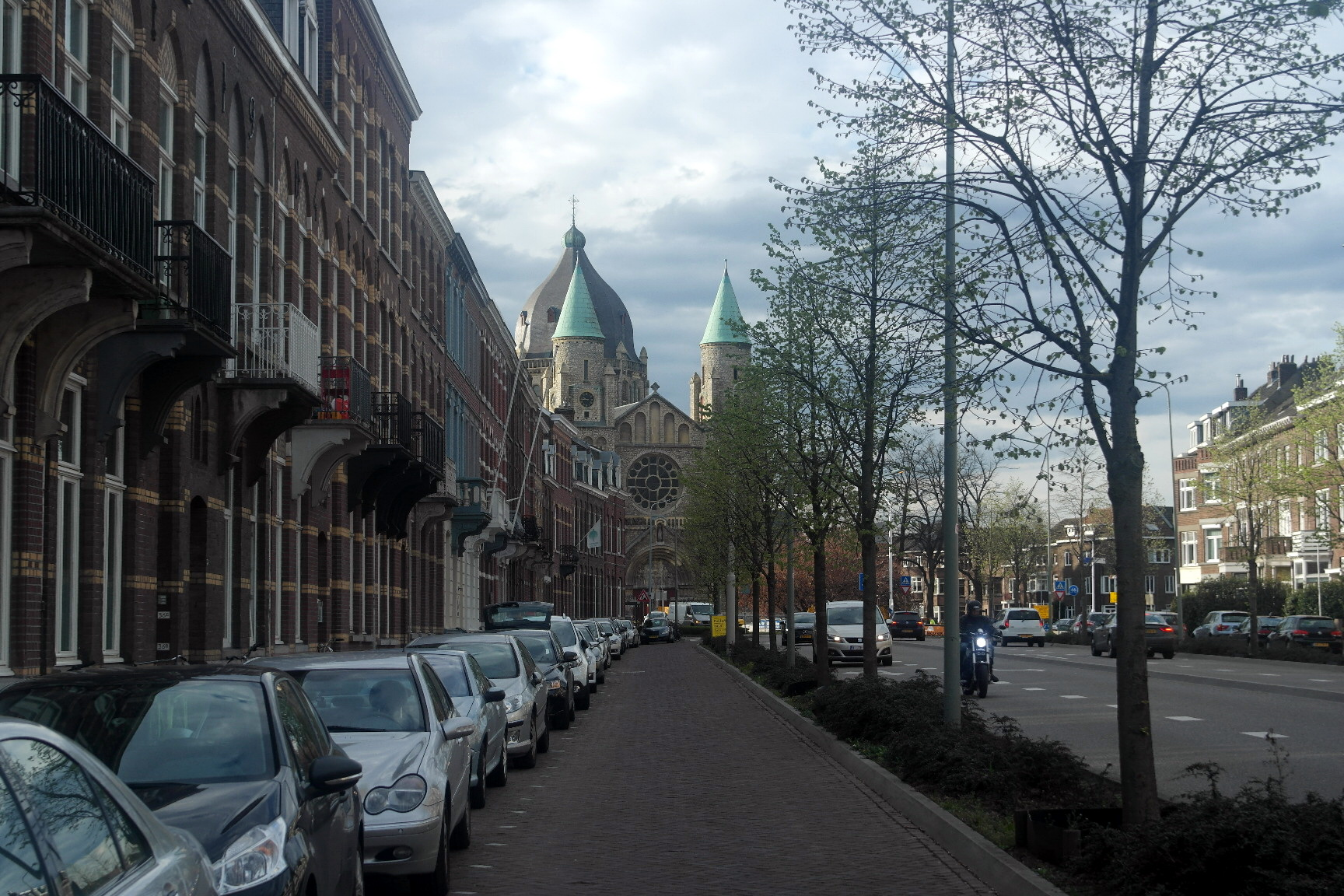
Hertogsingel en Sint-Lambertuskerk
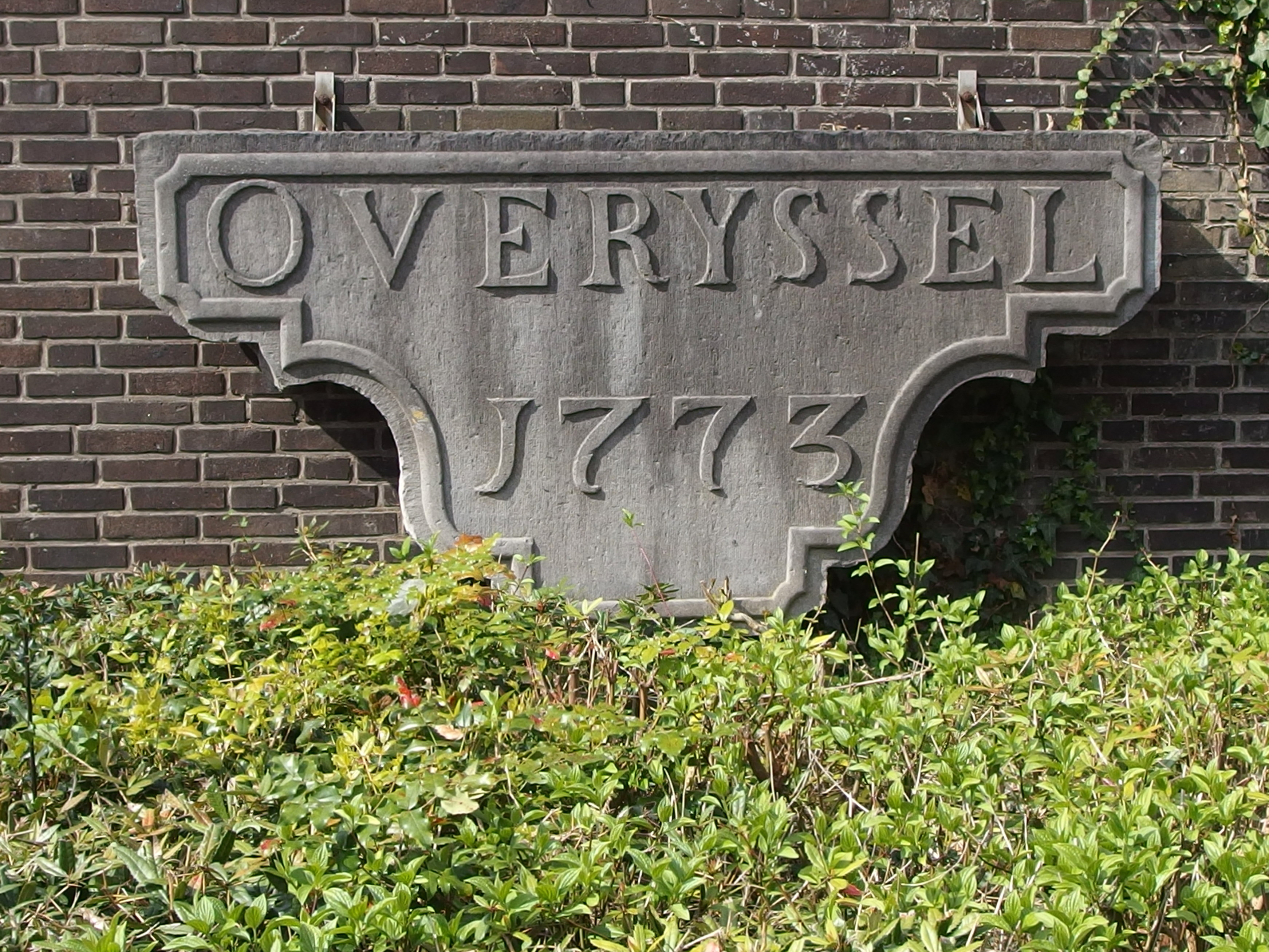
Naamsteen lunet Overijssel, Volksbondweg
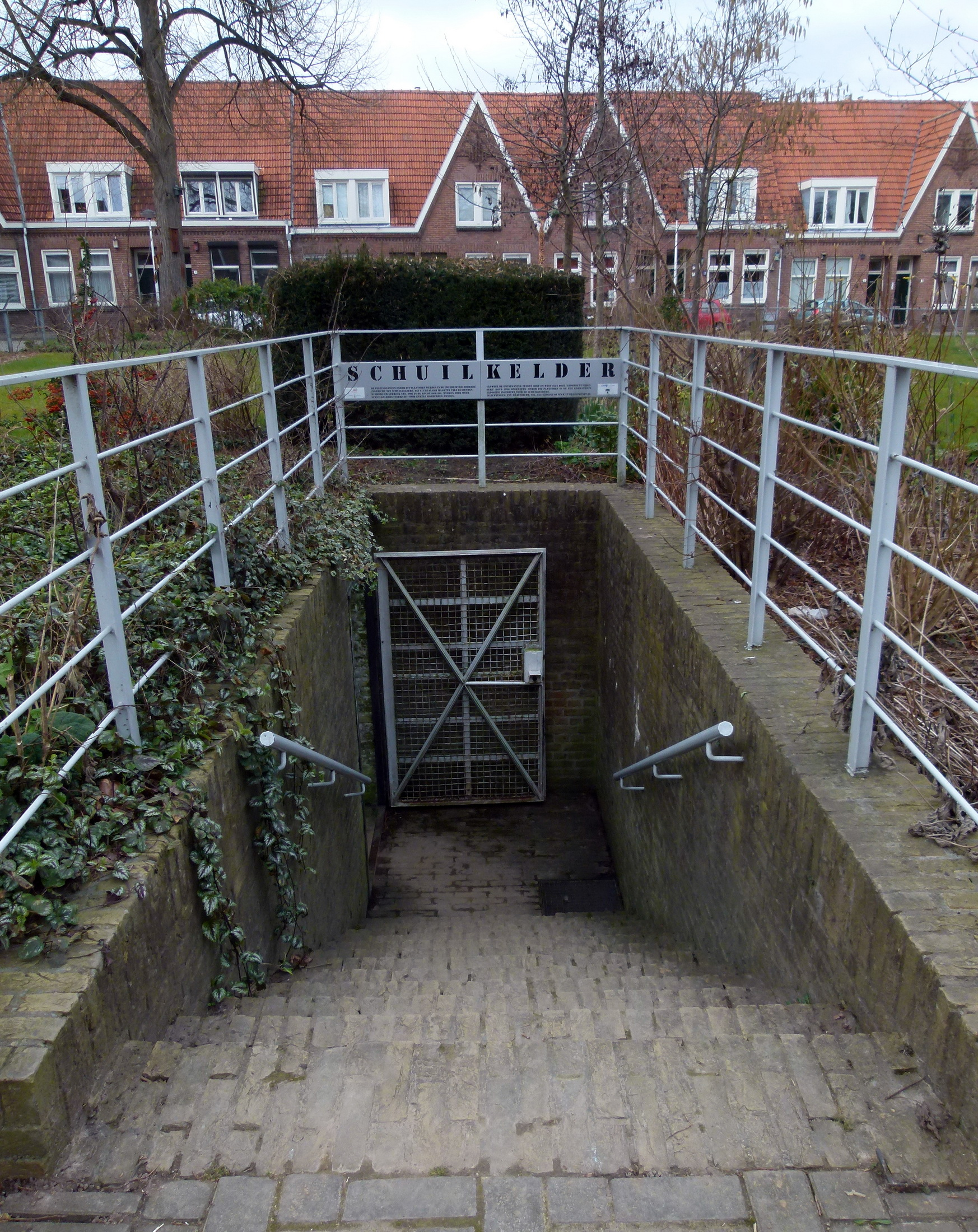
Ingang caponnière Wilcke en museum
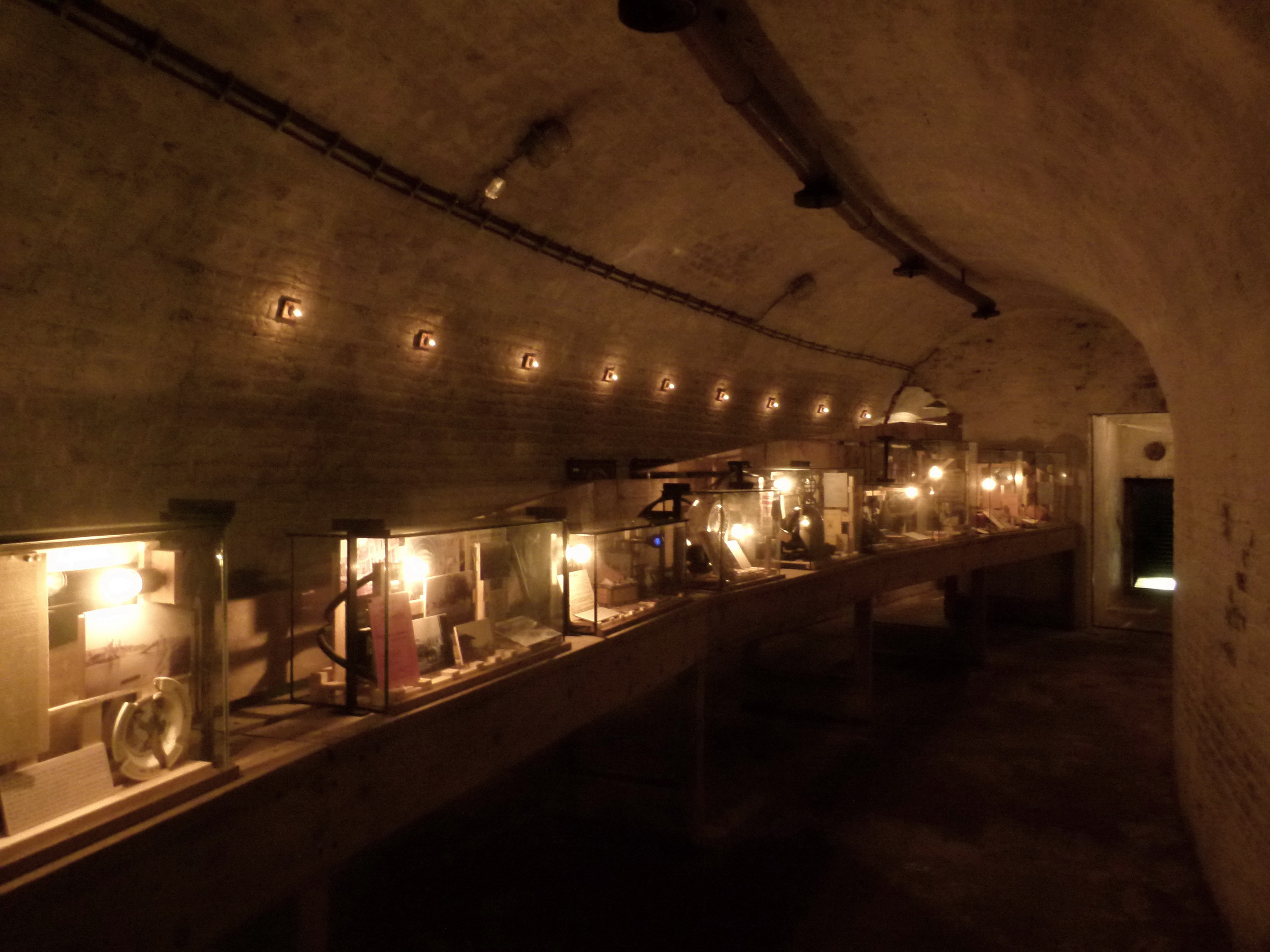
Museum Schuilen in Maastricht

### Bastion Waldeck en lunet Drenthe
Tussen de Tongerseweg en de Jeker liggen de overblijfselen van de meest zuidelijke delen van de Hoge Fronten. Het vrijwel intacte bastion Waldeck en een restant van de lunet Drenthe zijn opgenomen in het Waldeckpark. Ook de ondergrondse verdedigingswerken zijn hier bewaard gebleven. De caponnière van het bastion Waldeck vormt het startpunt van de rondleidingen door de kazematten.

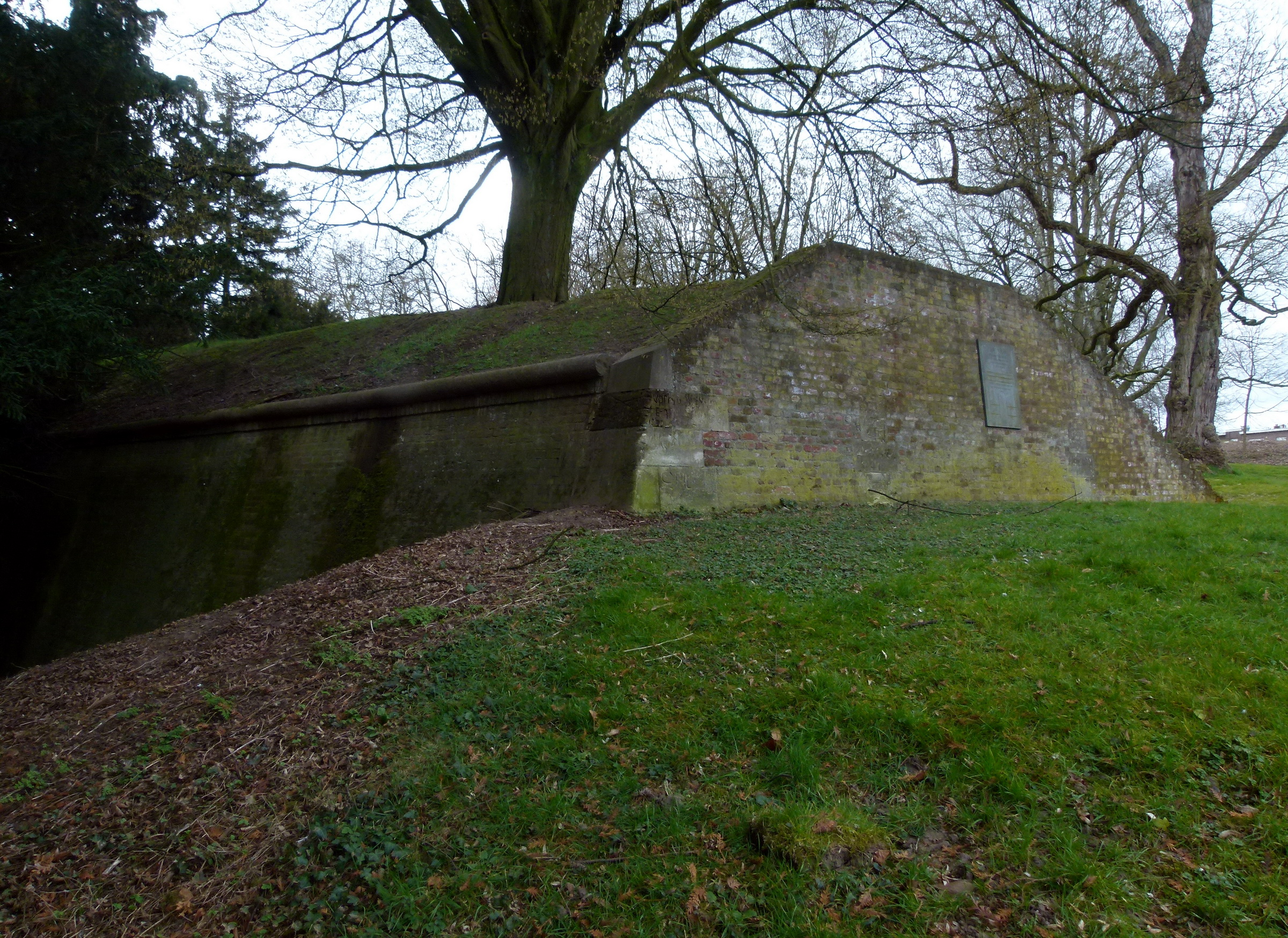
Linkerflank bastion Waldeck
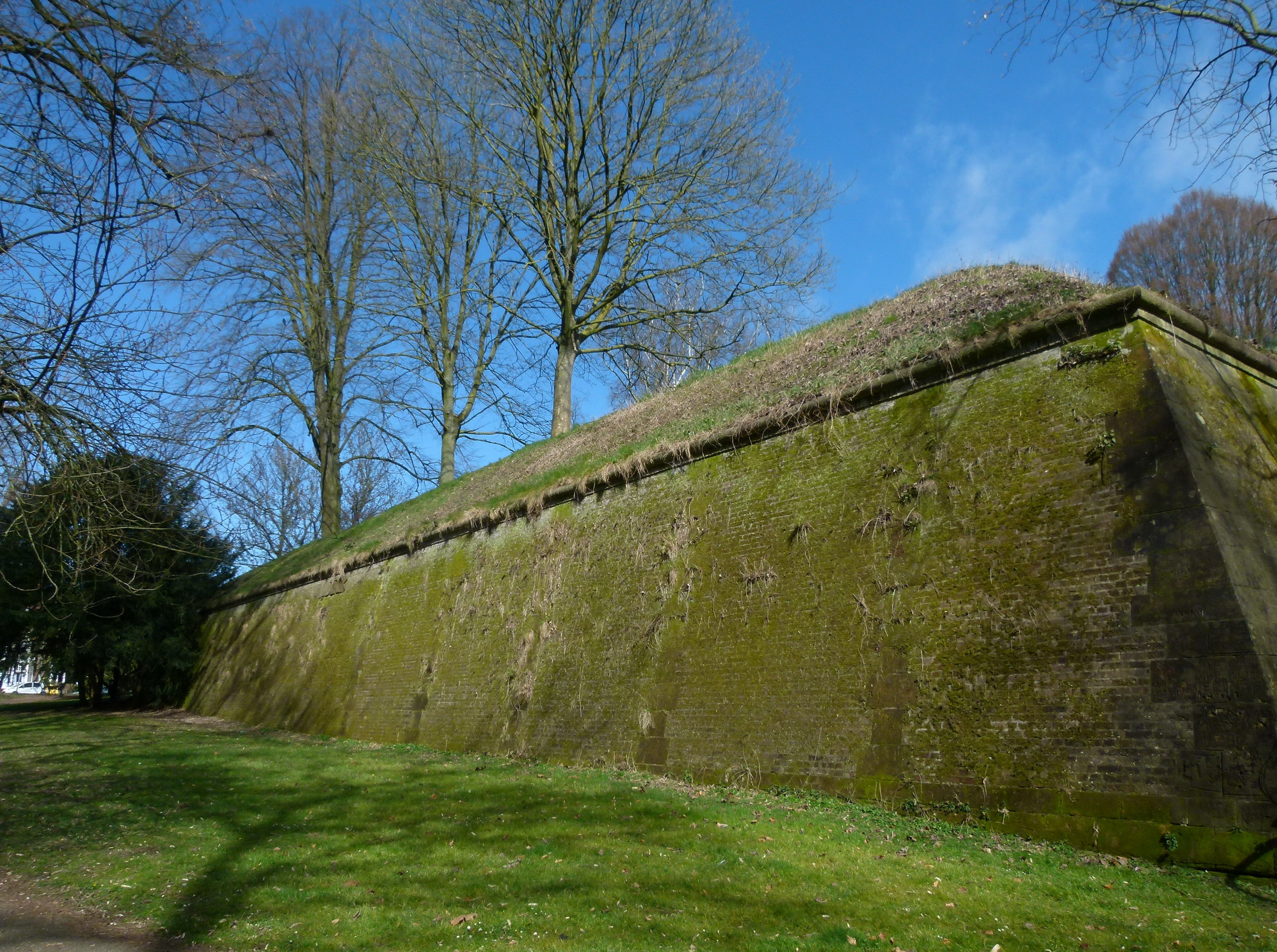
Rechterface bastion Waldeck
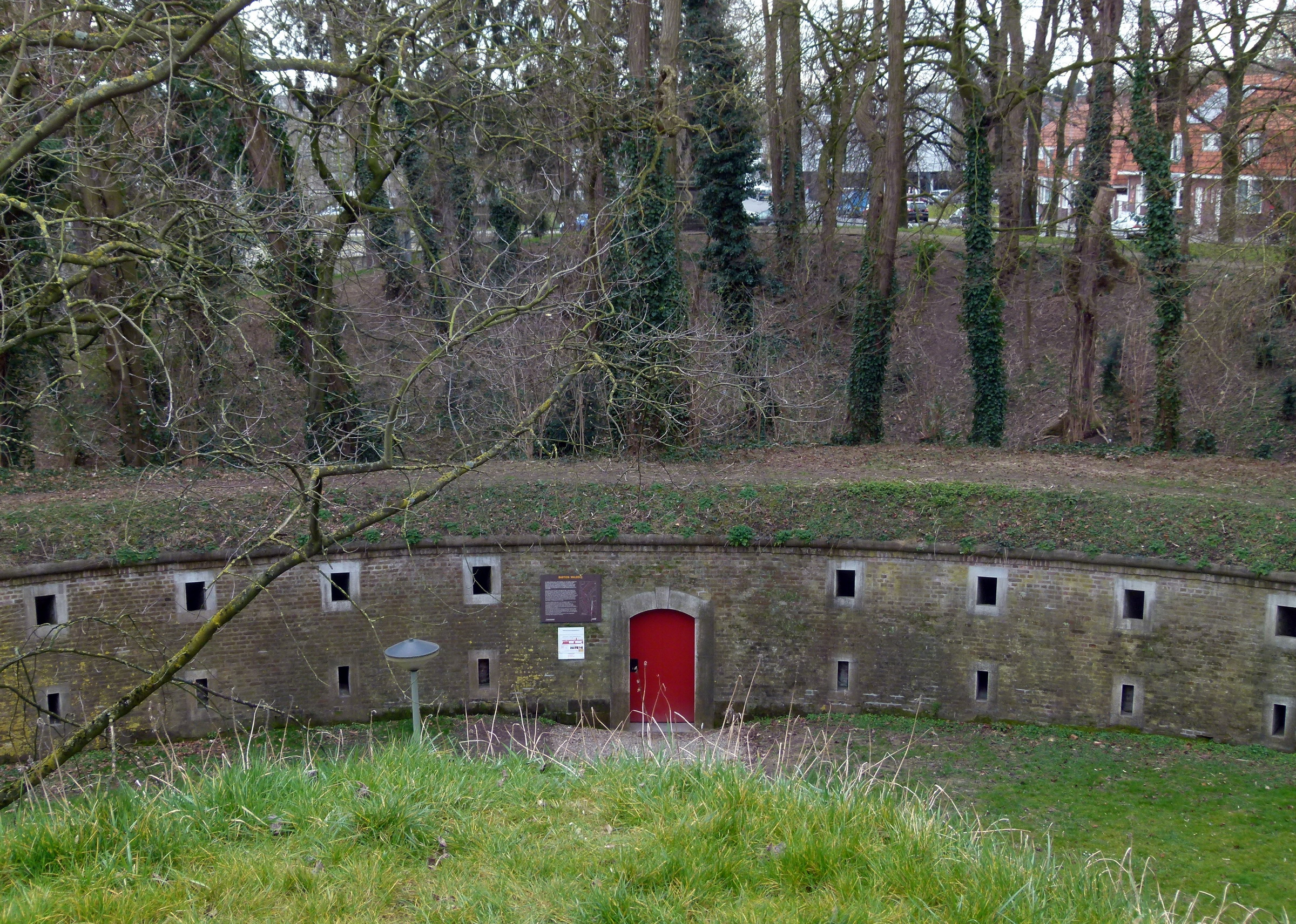
Caponnière bastion Waldeck
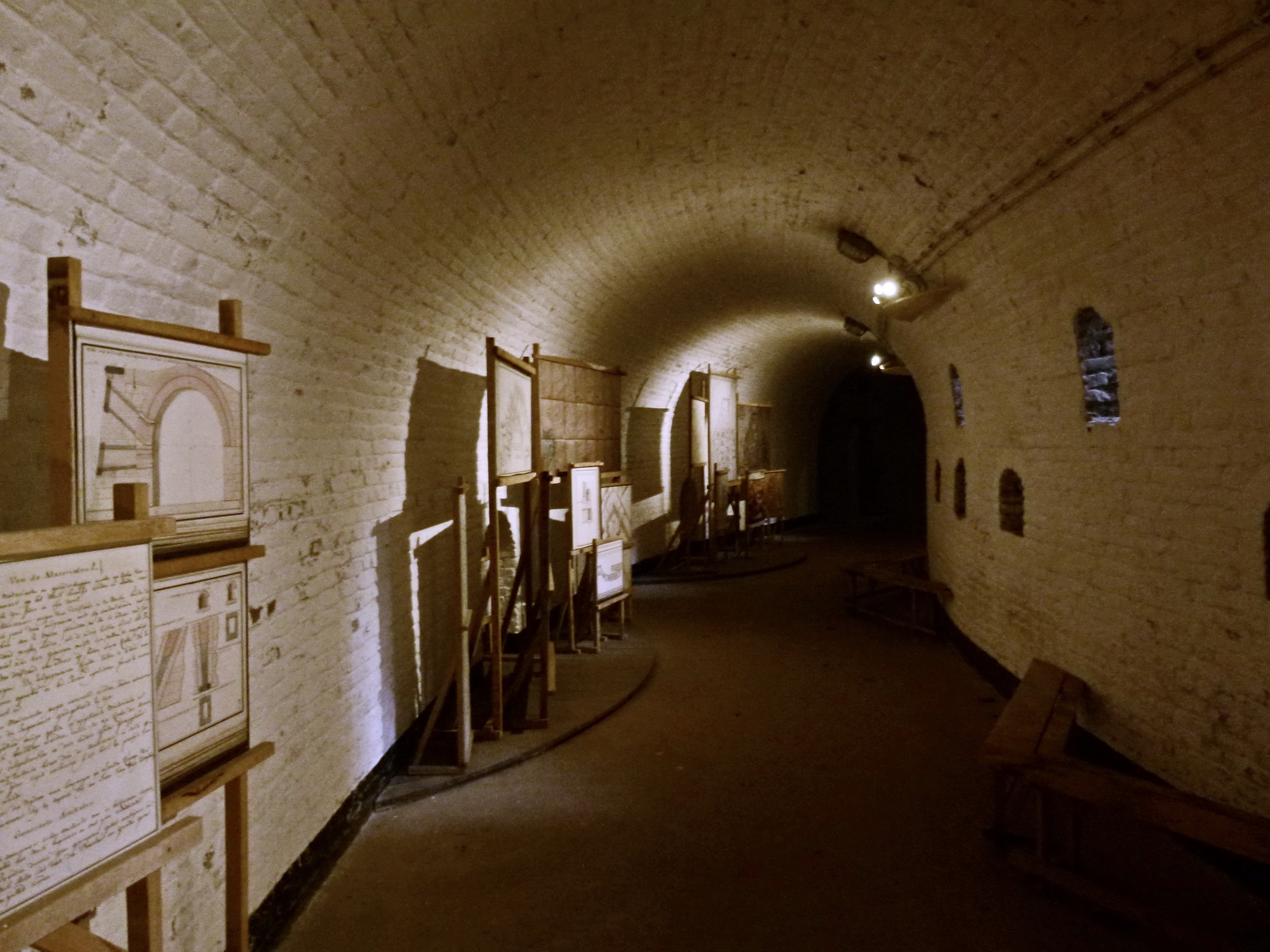
Interieur caponnière Waldeck

## Beschrijving Lage Fronten

### Nieuwe Bossche Fronten
Met de (Nieuwe) Bossche Fronten werd vanouds het noordwestelijk verdedigingsfront bedoeld, grofweg tussen de Maas en de Cabergerweg. Omdat de watervoorziening vanuit de Maas voortdurend problemen opleverde, werd in de 17e eeuw onder de stadsgracht het Jekerkanaal aangelegd, waarmee de Bossche Fronten werden voorzien van Jekerwater. Dit gedeelte werd van 1816-22 compleet vernieuwd. De vier nieuwe bastions kregen van west naar oost de aanduiding A, B, C en D mee; de drie ravelijnen a, b en c. Hoewel hier geen systematische ontmanteling plaatsvond, zijn de meeste vestingwerken door de opmars van de industrie toch gesloopt of sterk aangetast. Overgebleven zijn: delen van de bastions A (inclusief kazemat) en B (het laatste vrijwel compleet) en de kazematten van de ravelijnen a en c.

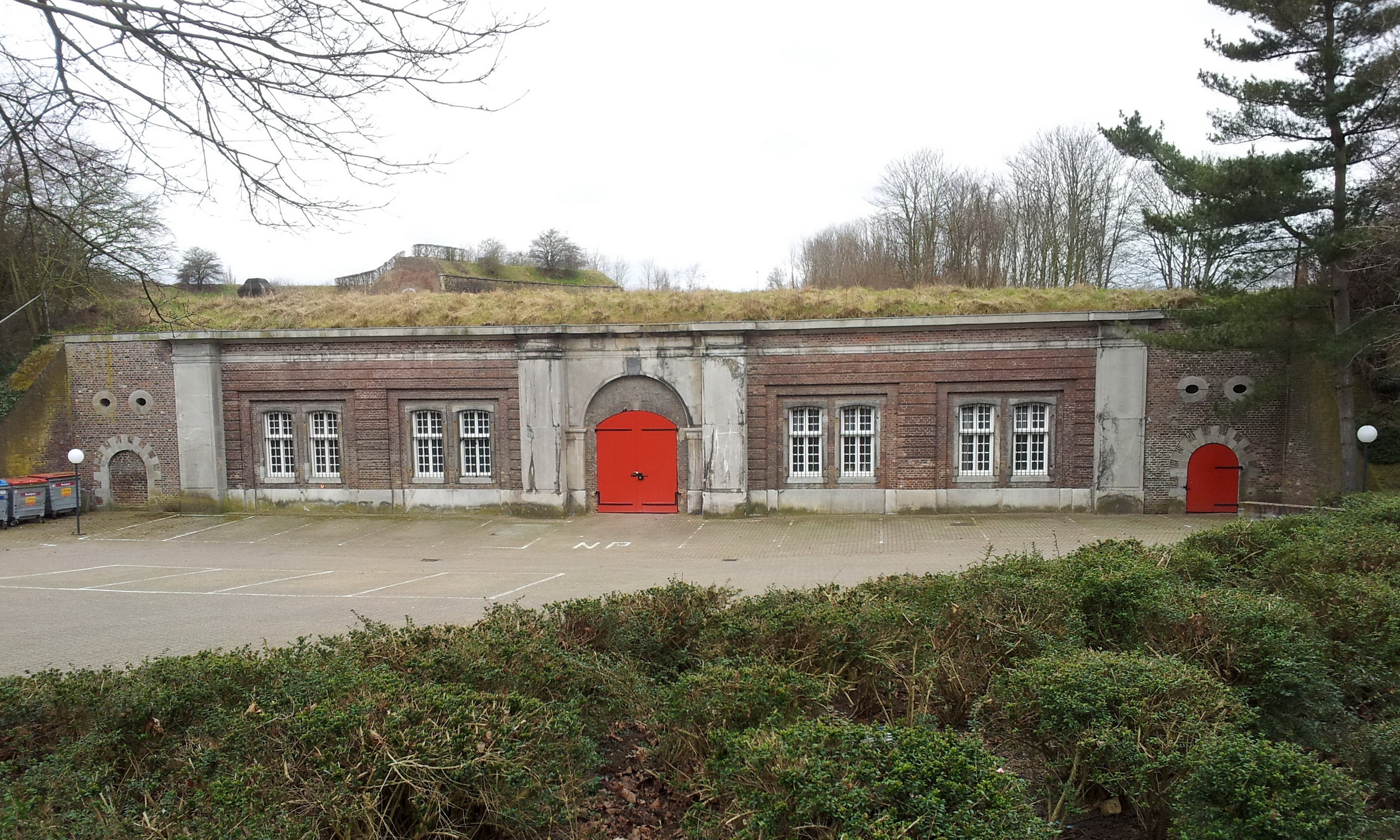
Kazemat bastion A
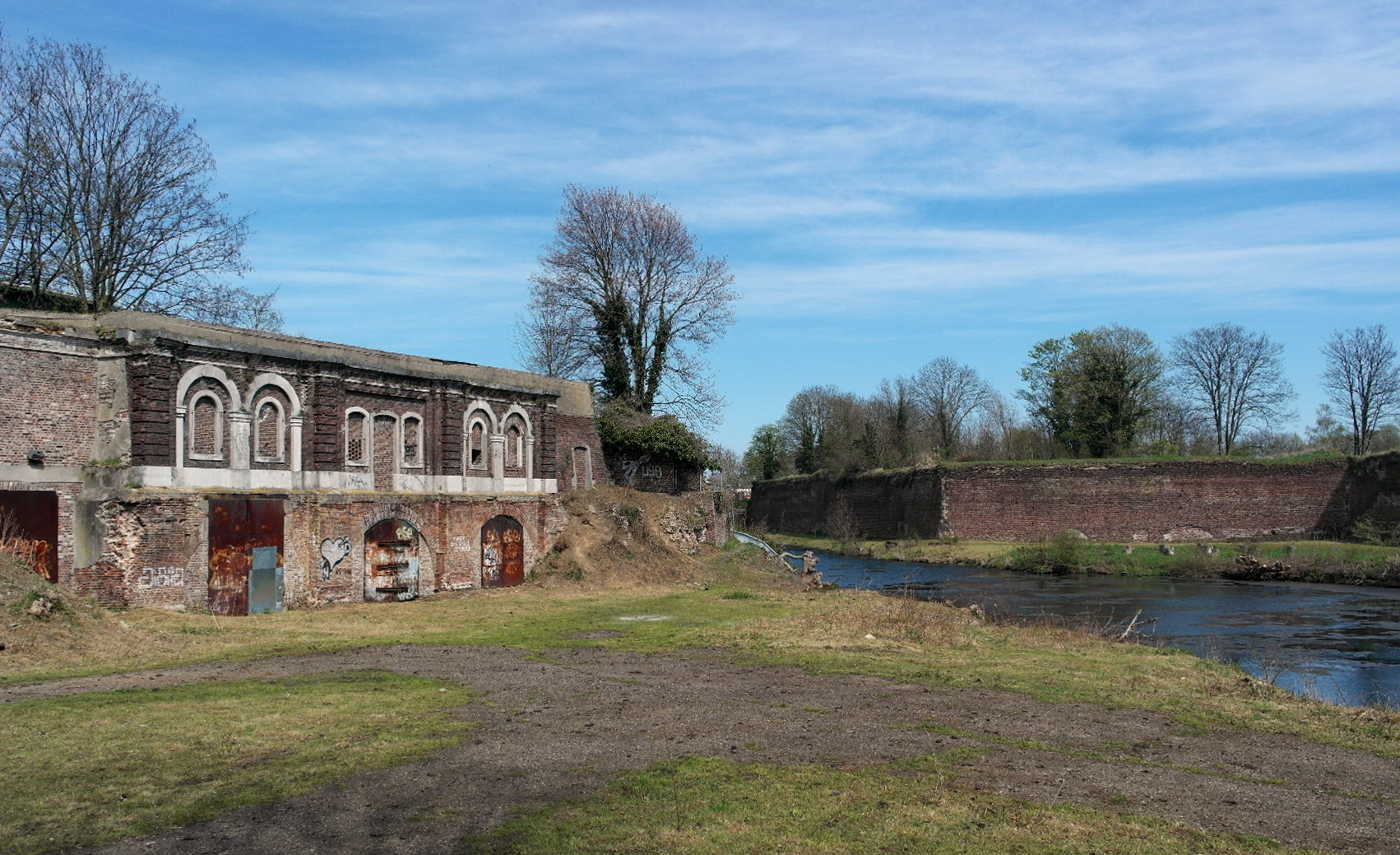
Kazemat ravelijn a; bastion B
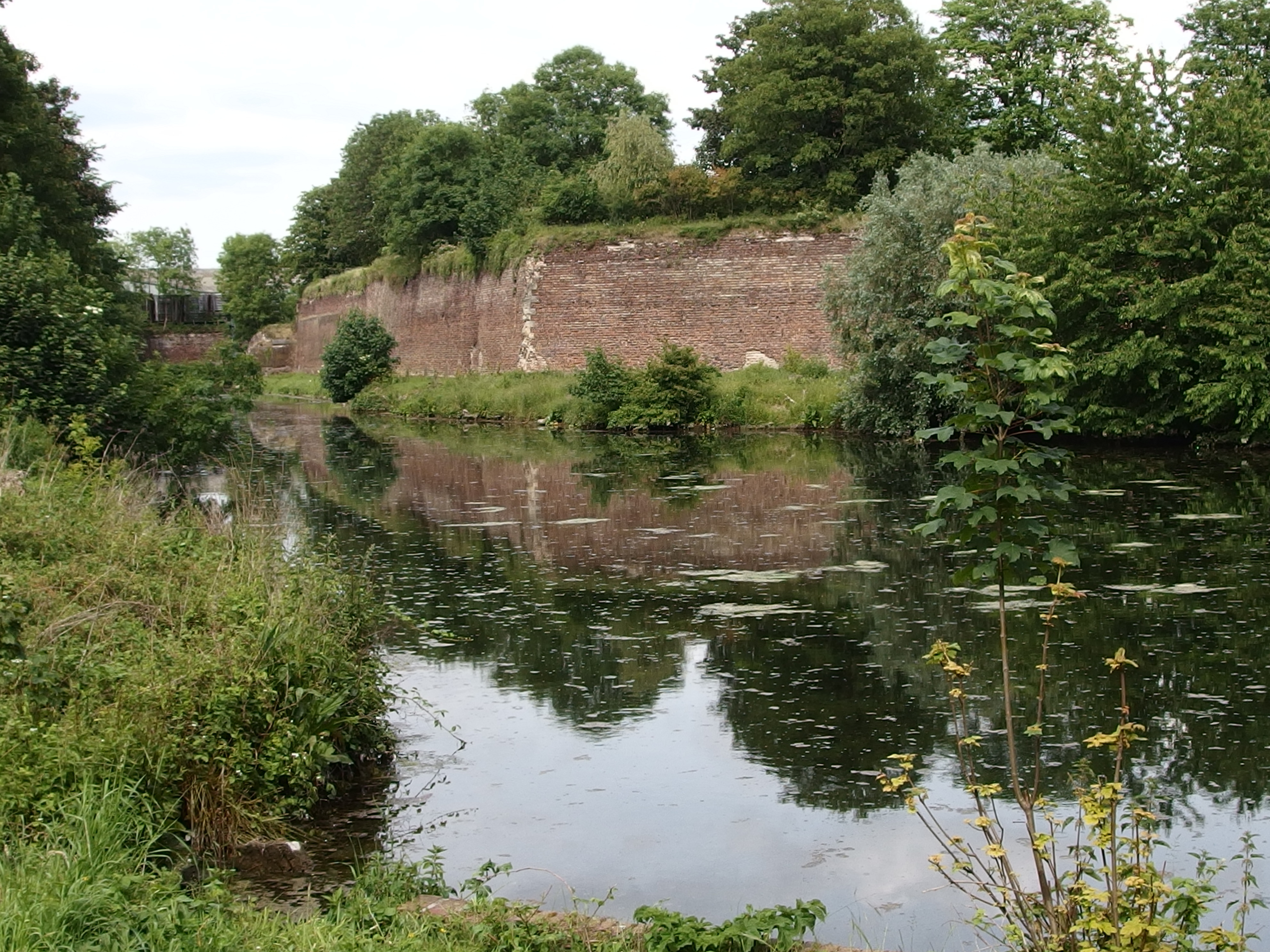
Linkerflank en -face bastion B
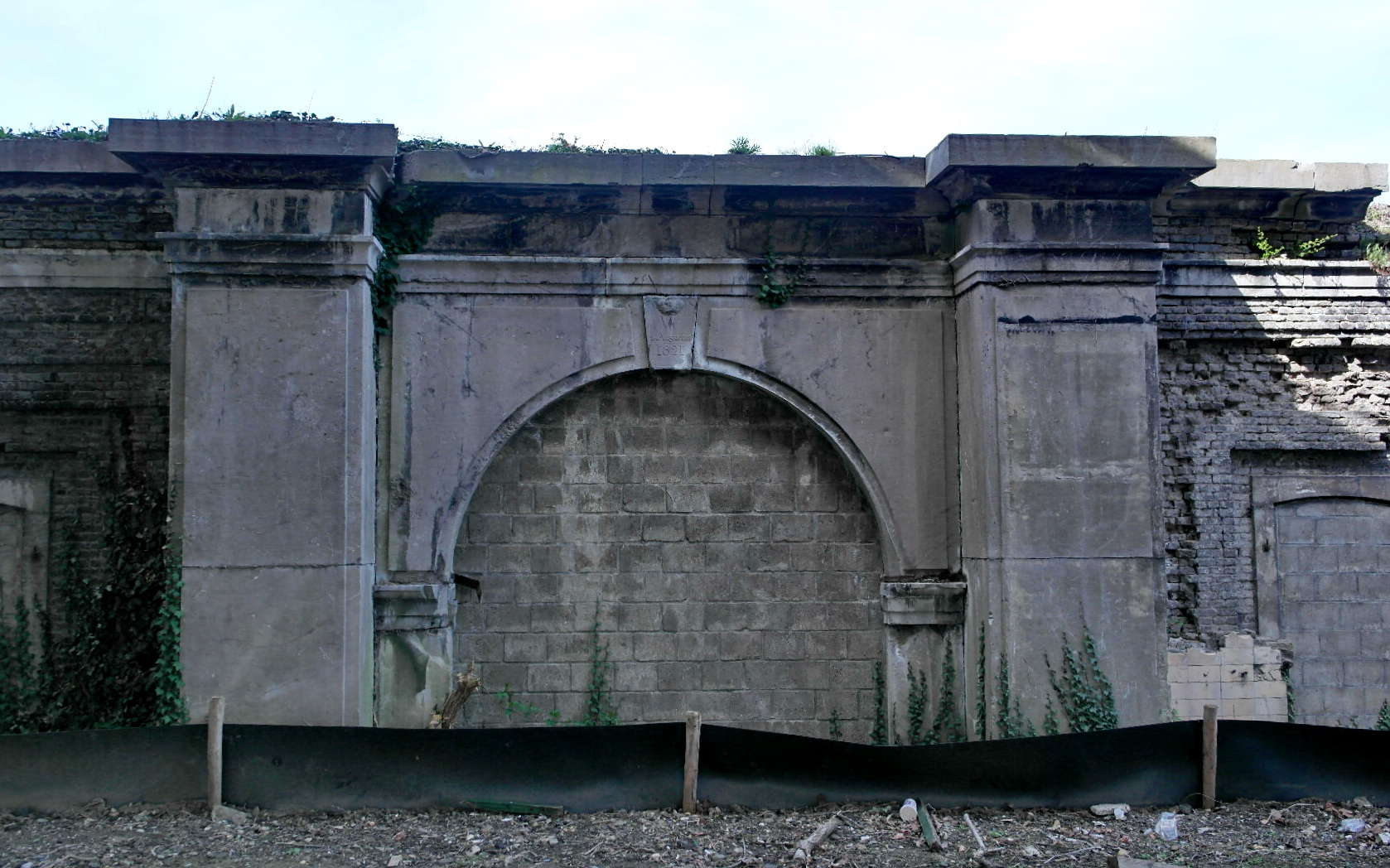
Ingang kazemat ravelijn c

### De Kommen
In het zuidelijk deel van de Lage Fronten lag tussen Maas en Jeker het inundatiegebied De Kommen, waarvoor in de loop der eeuwen een ingewikkeld stelsel van dijken, sluizen en duikers was ontwikkeld, aangevuld met enkele buitenwerken. Van dit alles is vrijwel niets meer over. In het Stadspark bevindt zich langs de Jeker een oude kademuur met naamsteen, een restant van de linkerface van het bastion Wilhelmina. Bij het parkeerterrein achter het politiebureau bevindt zich een aarden wal, mogelijk een overblijfsel van het bastion Brunswijk of een dijk. Op de hoek van de Sint Hubertuslaan en de Aylvalaan bevindt zich de naamsteen Aylva, die echter niet uit dit gebied afkomstig is. Op de gesloopte vestingwerken zijn het Aldenhofpark en Mgr. Nolenspark aangelegd (noordelijk deel), de Tapijnkazerne (westelijk deel) en de wijk Villapark (oostelijk deel). Dwars door het gebied loopt de drukke Prins Bisschopsingel.

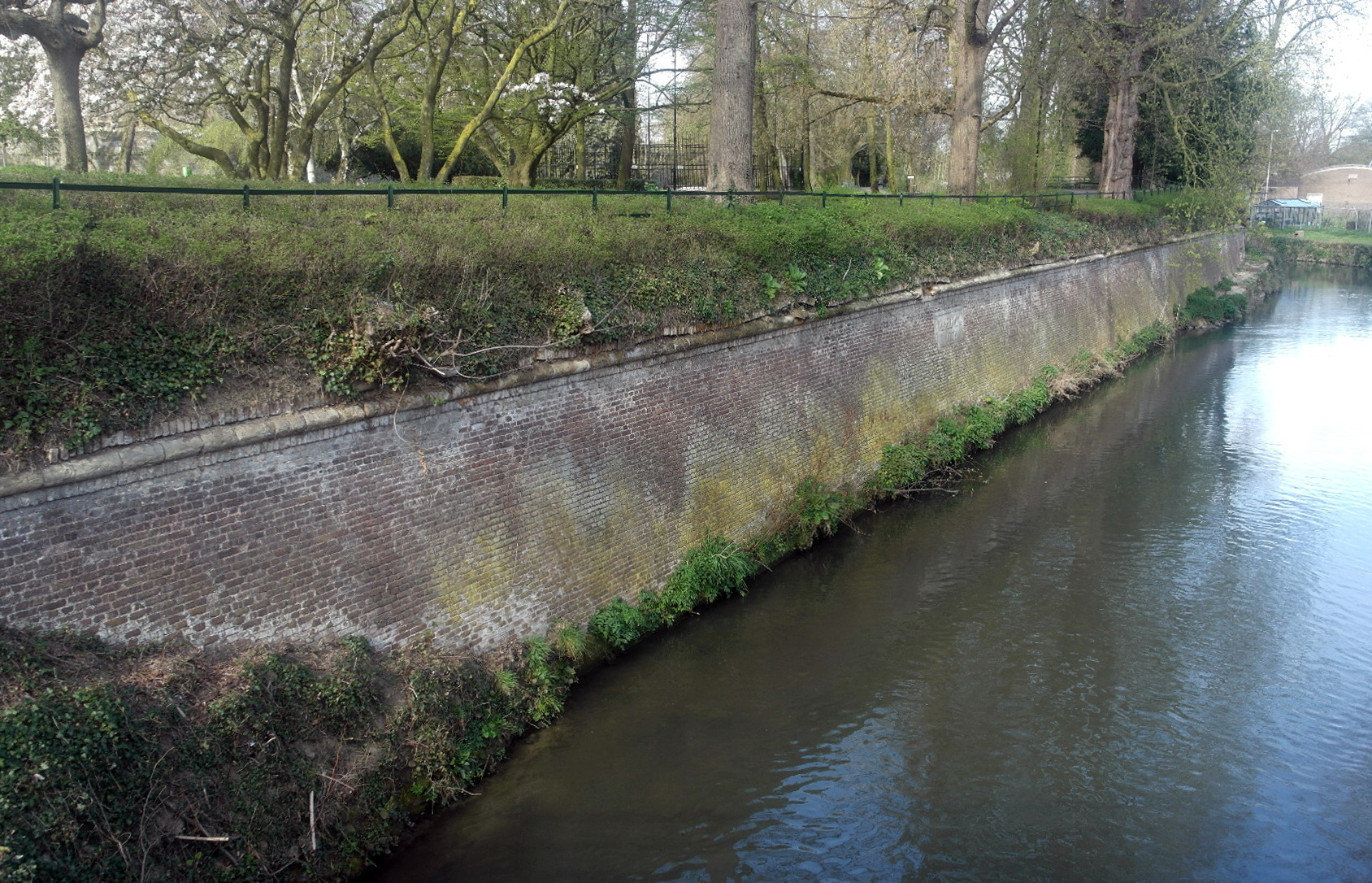
Oude Jekermuur met naamsteen in het Stadspark
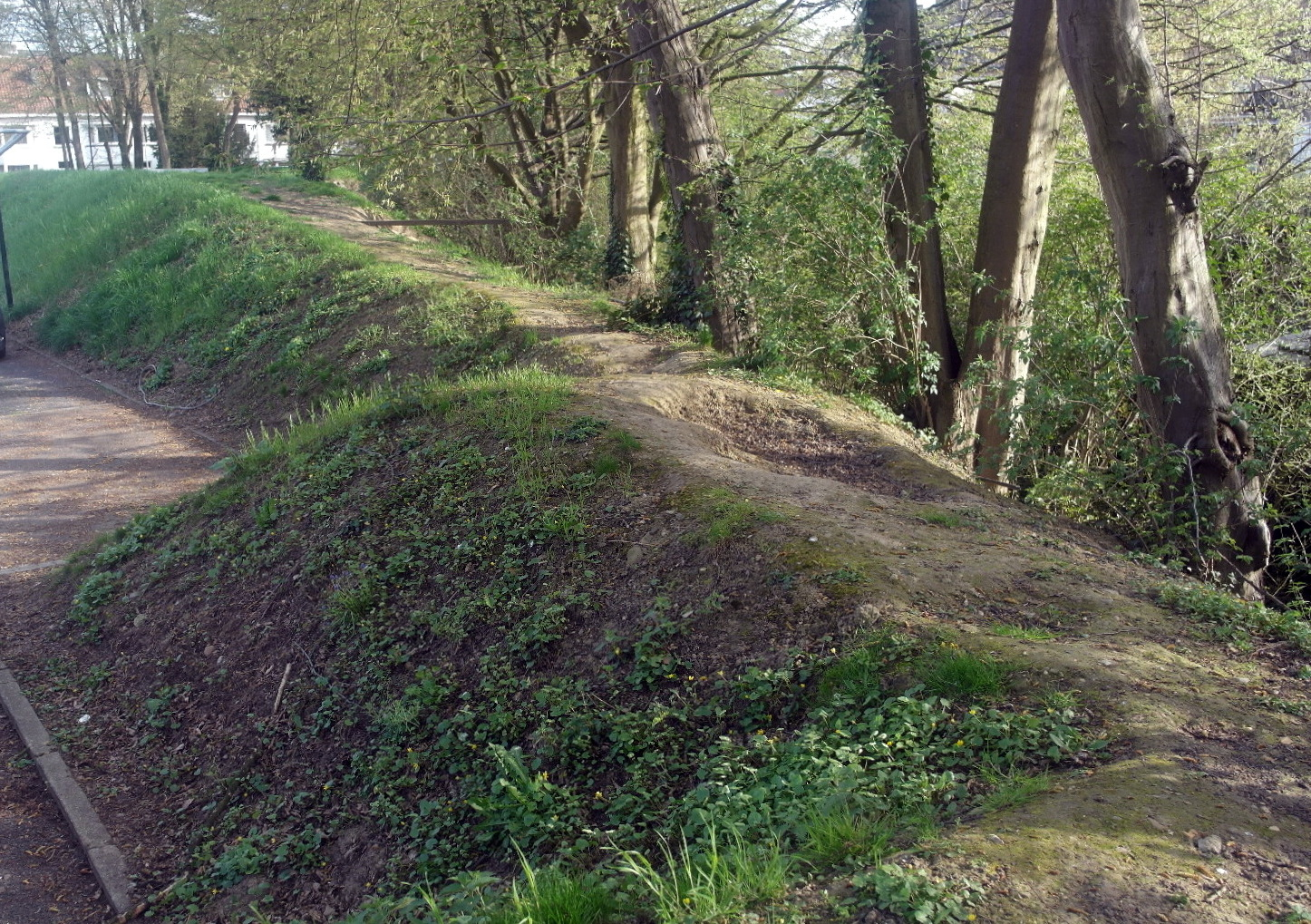
Aarden wal achter politiebureau
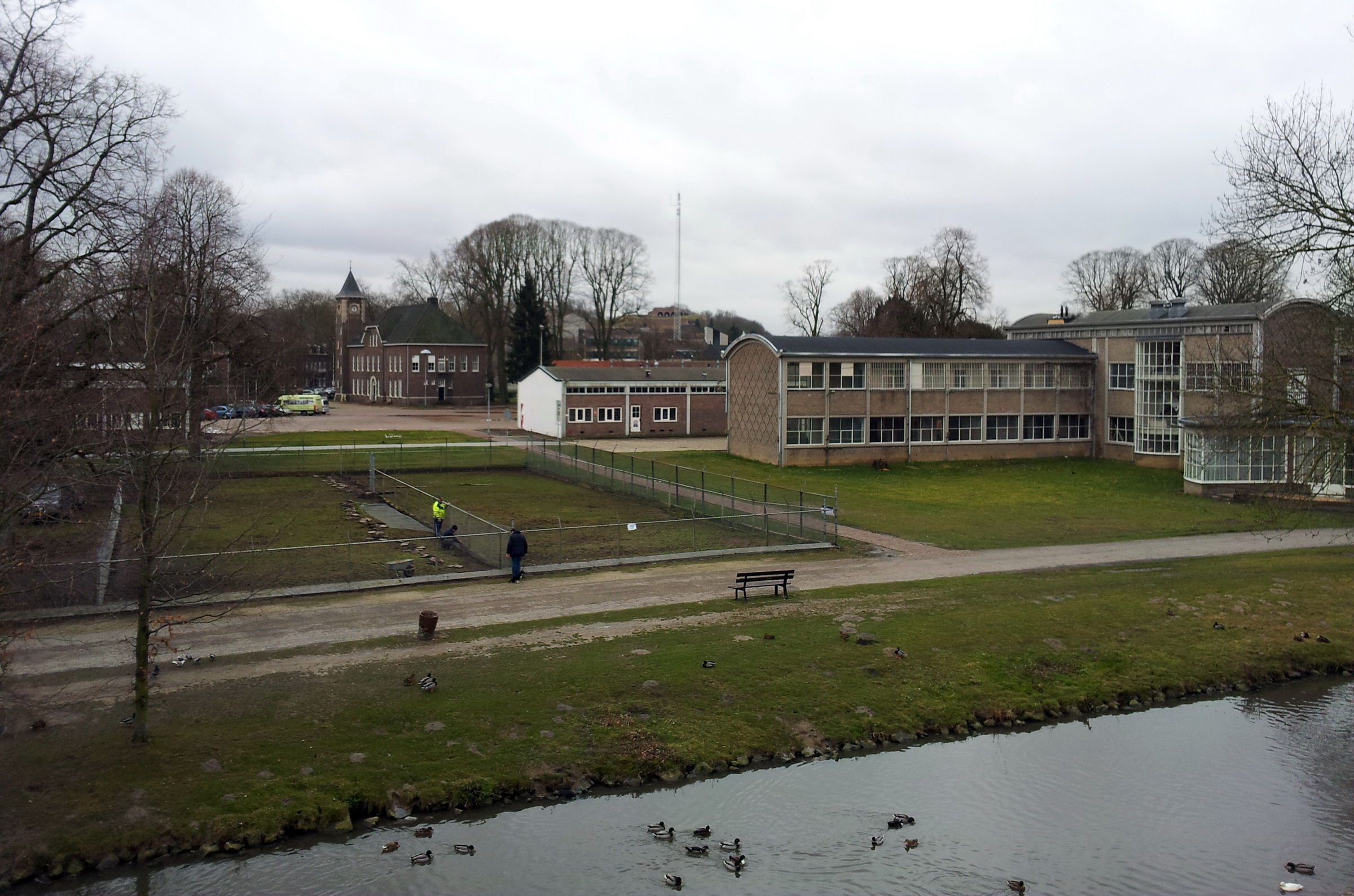
Stadspark en voormalige Tapijnkazerne
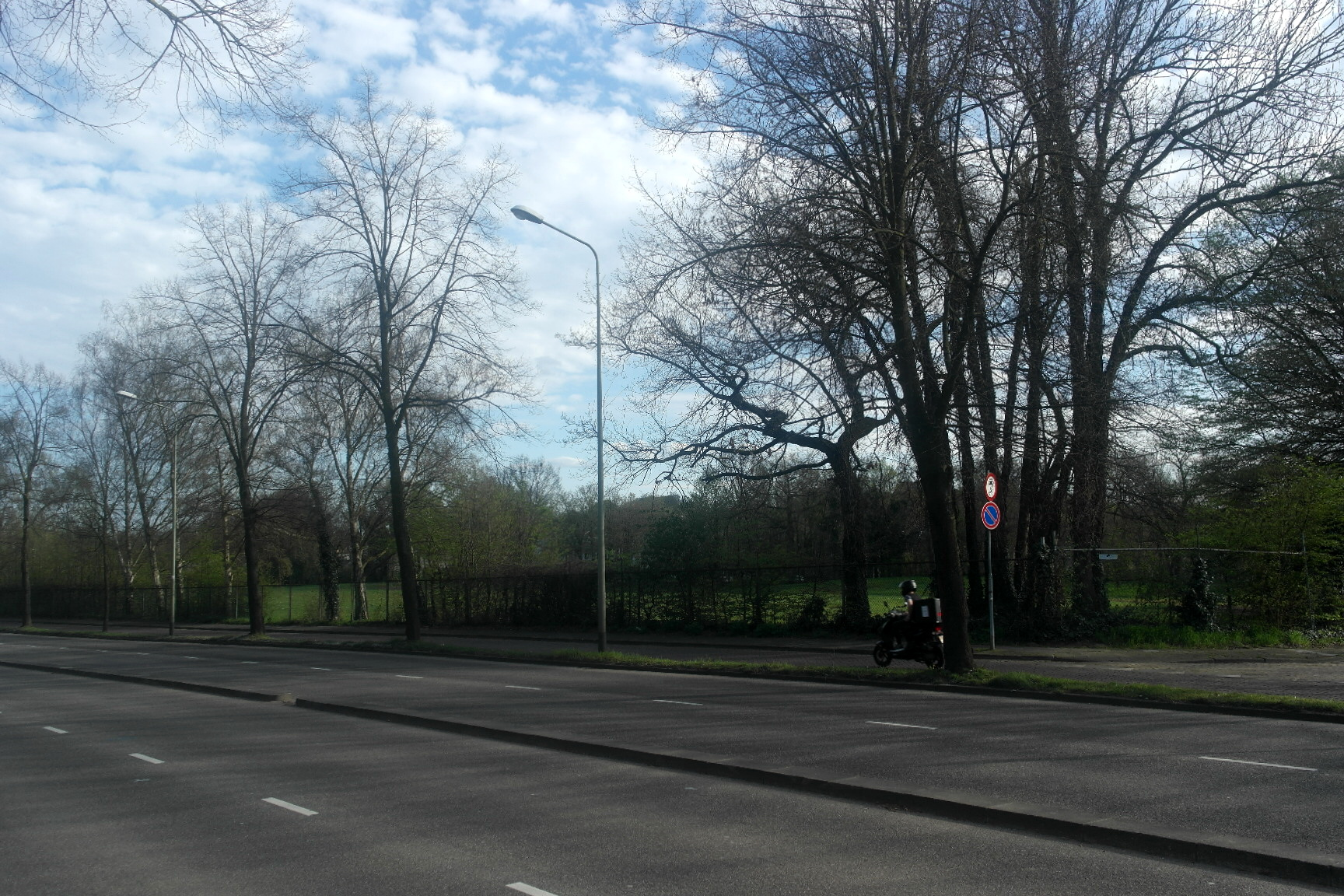
Prins Bisschopsingel en sportterrein Tapijnkazerne